# Mustvee (stad)
Mustvee (Duits: Tschorna; Russisch: Чёрный) is een stad in het noordoosten van Estland. De stad ligt in de gelijknamige gemeente in de provincie Jõgevamaa aan de oever van het Peipusmeer.
De stad is het bestuurscentrum van de gemeente Mustvee. De gemeente bestond tot in 2017 alleen uit de stad, maar werd in dat jaar uitgebreid met de gemeenten Avinurme, Kasepää, Lohusuu en Saare.
Etnische Esten en Russen houden elkaar in Mustvee in evenwicht: allebei bijna 50%.

## Bevolking
De stad had 1358 inwoners op 31 december 2011 en 1153 inwoners op 1 januari 2024.

## Geschiedenis
De naam Mustvee (die zwart water betekent) is als Mustut voor het eerst terug te vinden in 1493. De nederzetting begon als een groepje vissershutjes. In 1554 werd voor het eerst melding gemaakt van een landgoed Moustet. Er ontstond pas echt een dorp met de vestiging van Oudgelovigen uit Rusland in de 18e eeuw. In 1869 werd Mustvee een zelfstandige gemeente. In 1921 kreeg ze de status van alevik (groter dorp of ‘vlek’). In 1938 kreeg Mustvee stadsrechten.
In de Tweede Wereldoorlog werd het grootste deel van de stad verwoest. Na de oorlog werd de stad herbouwd; veel bouwwerken zijn opgetrokken in de typische sovjetstijl.
In 1926 kwam een spoorlijn tussen Sonda en Mustvee gereed, die bij station Sonda aansluiting gaf op de spoorlijn Tallinn - Narva. De lijn was als smalspoor uitgevoerd. In 1968 werd de lijn ingekort tot het traject Sonda-Avinurme en verloor Mustvee zijn aansluiting op het spoorwegnet. In 1972 werd ook het resterende deel van de lijn voor het reizigersverkeer gesloten, al bleven nog wel enige tijd goederentreinen rijden.

## Bezienswaardigheden
In het begin van de 20e eeuw waren er in Mustvee zeven kerken. Daarvan zijn er nog vier over, in gebruik bij verschillende christelijke denominaties. De Kerk van de Barmhartigheid en de Heilige Drievuldigheid (Halastuse ja Püha-Kolmainsuse Ühisusu kirik) behoort aan de Estische Apostolisch-Orthodoxe Kerk. De Estische Orthodoxe Kerk onder het Patriarchaat van Moskou bezit de Kerk van de Heilige Bisschop Nicolaas (Püha piiskop Nikolause kirik, Храм святителя Николая). Verder zijn er nog een lutherse en een oudgelovige kerk.
In Mustvee is een museum gewijd aan de Oudgelovigen, het Mustvee vanausuliste muuseum, waarin de komst van de oudgelovigen naar het Peipusmeer en hun leven in de omgeving van Mustvee wordt belicht. De stad heeft ook een weegschaalmuseum, het Heino Lubja kaalumuuseum. Heino Lubja is de naam van de stichter.

## Foto’s

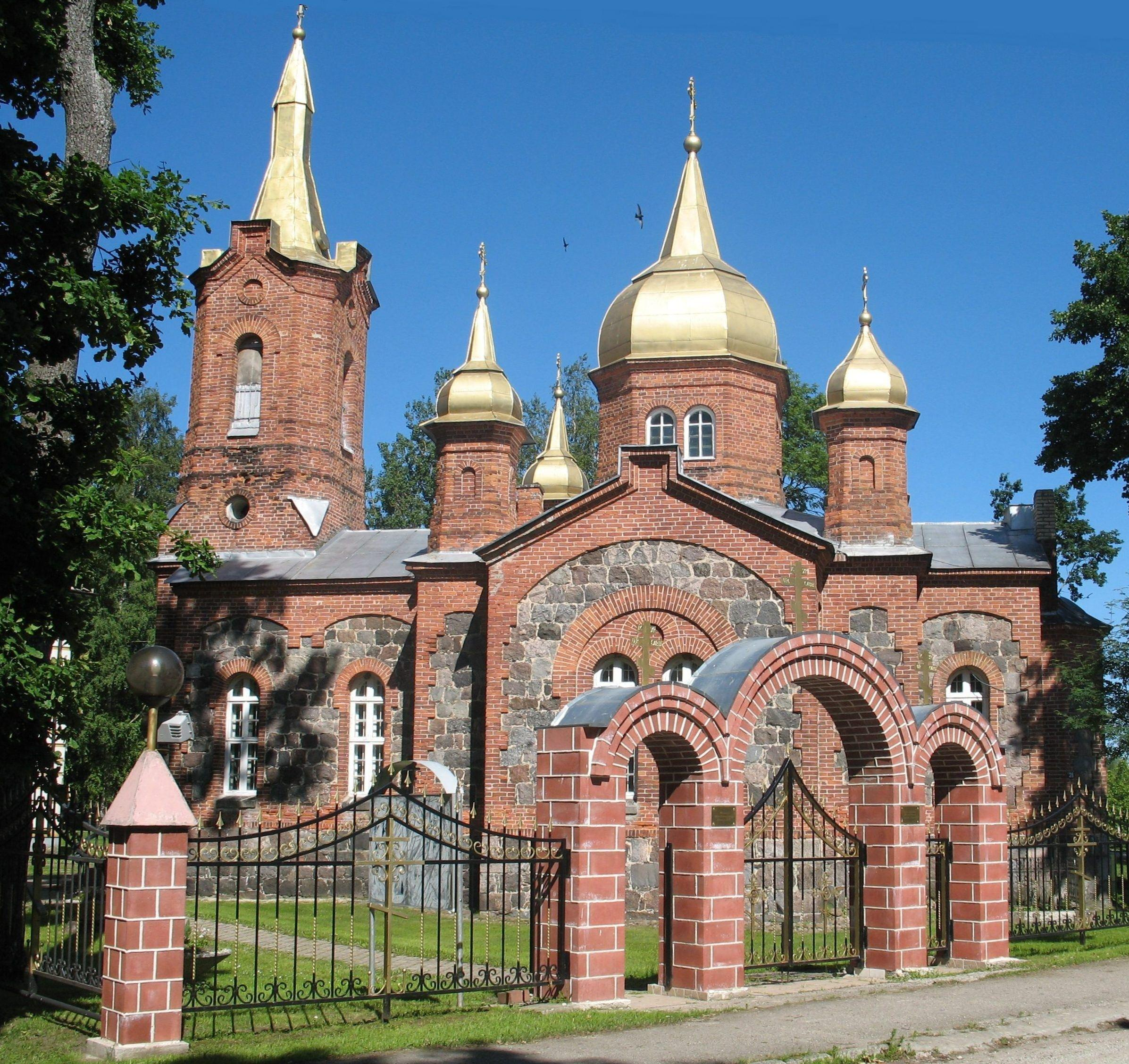
Kerk van de Barmhartigheid en de Heilige Drievuldigheid
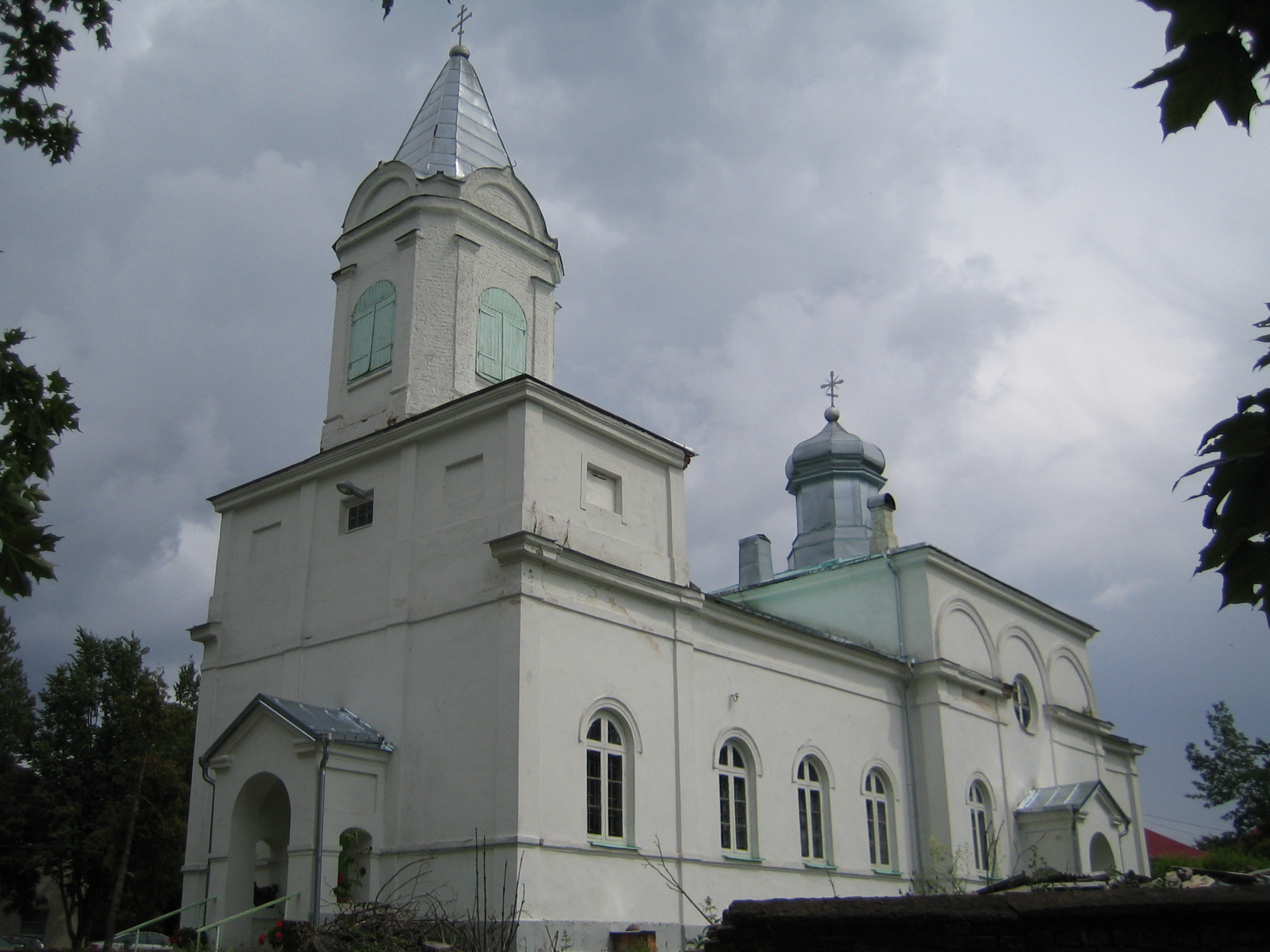
Kerk van de Heilige Bisschop Nicolaas
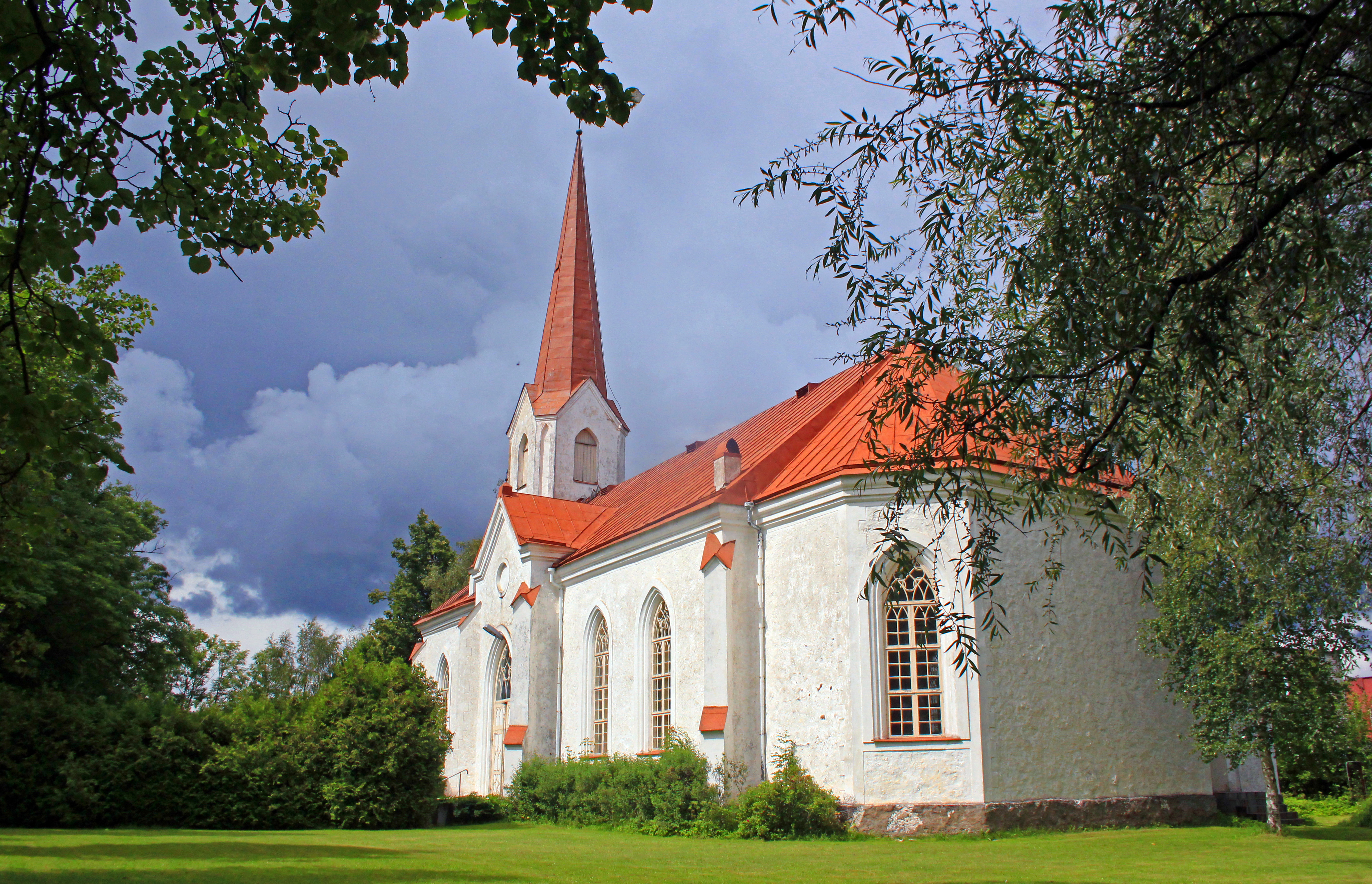
Lutherse kerk
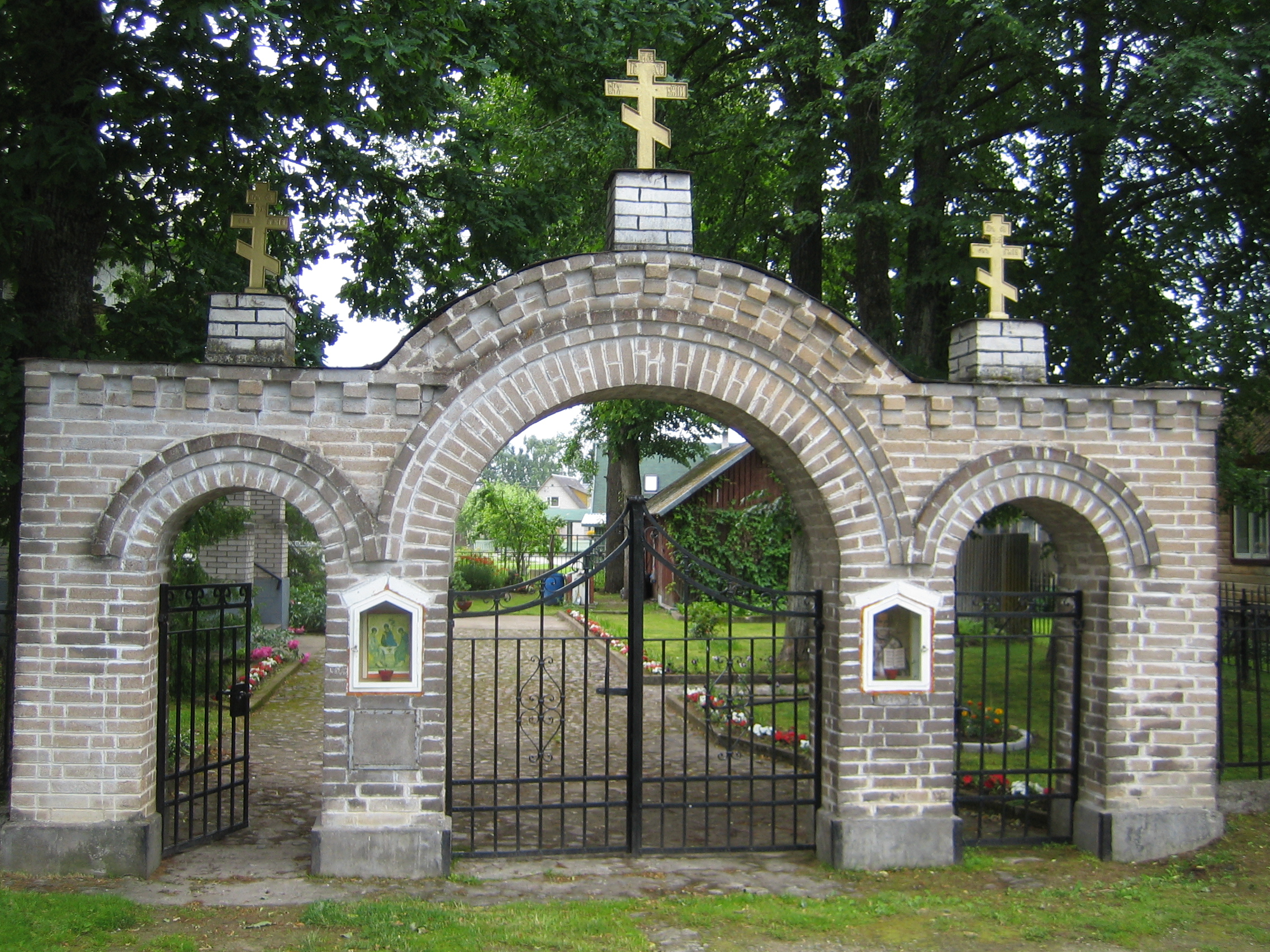
Toegangspoort naar de kerk van de Oudgelovigen
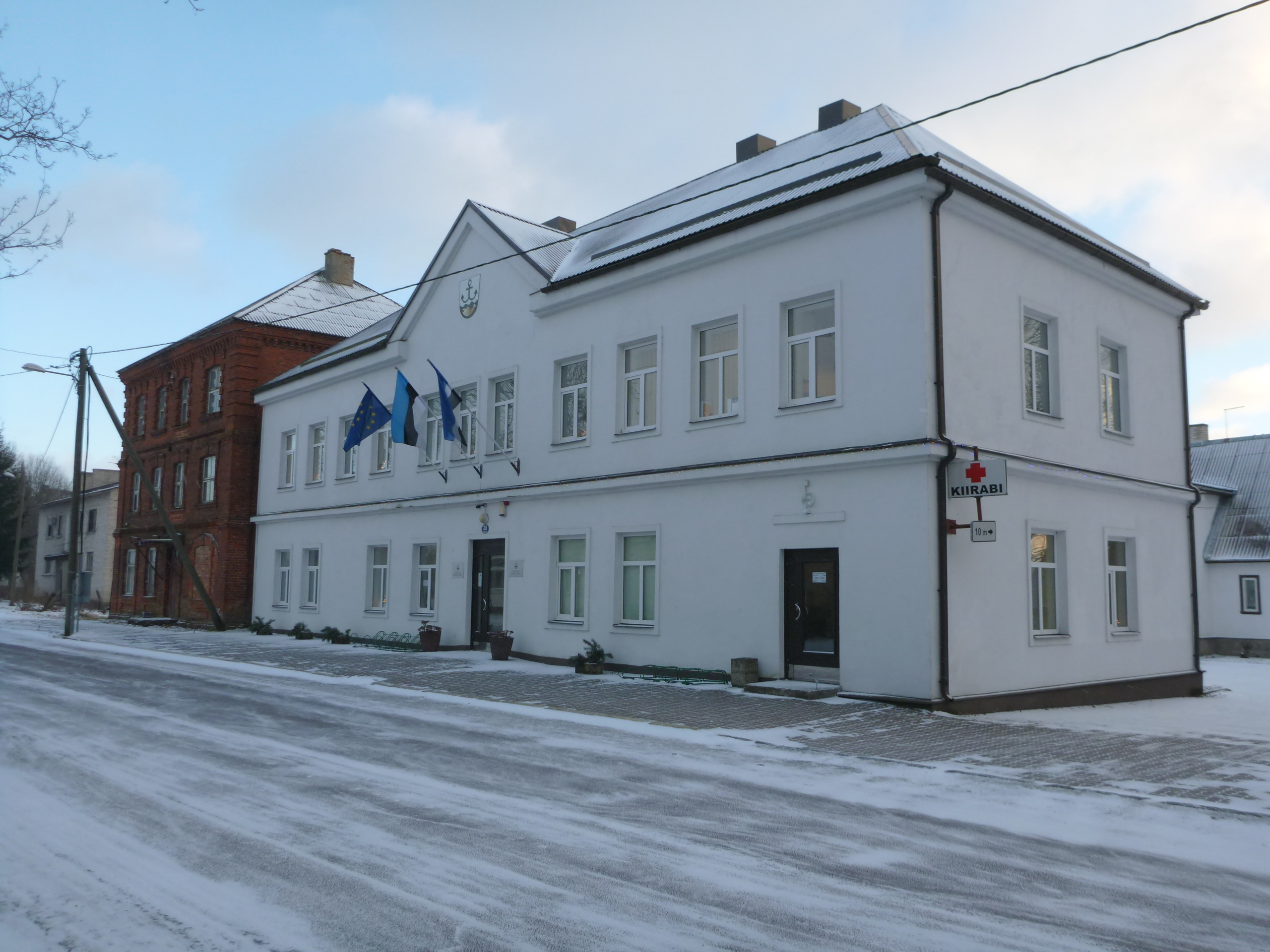
Gemeentehuis
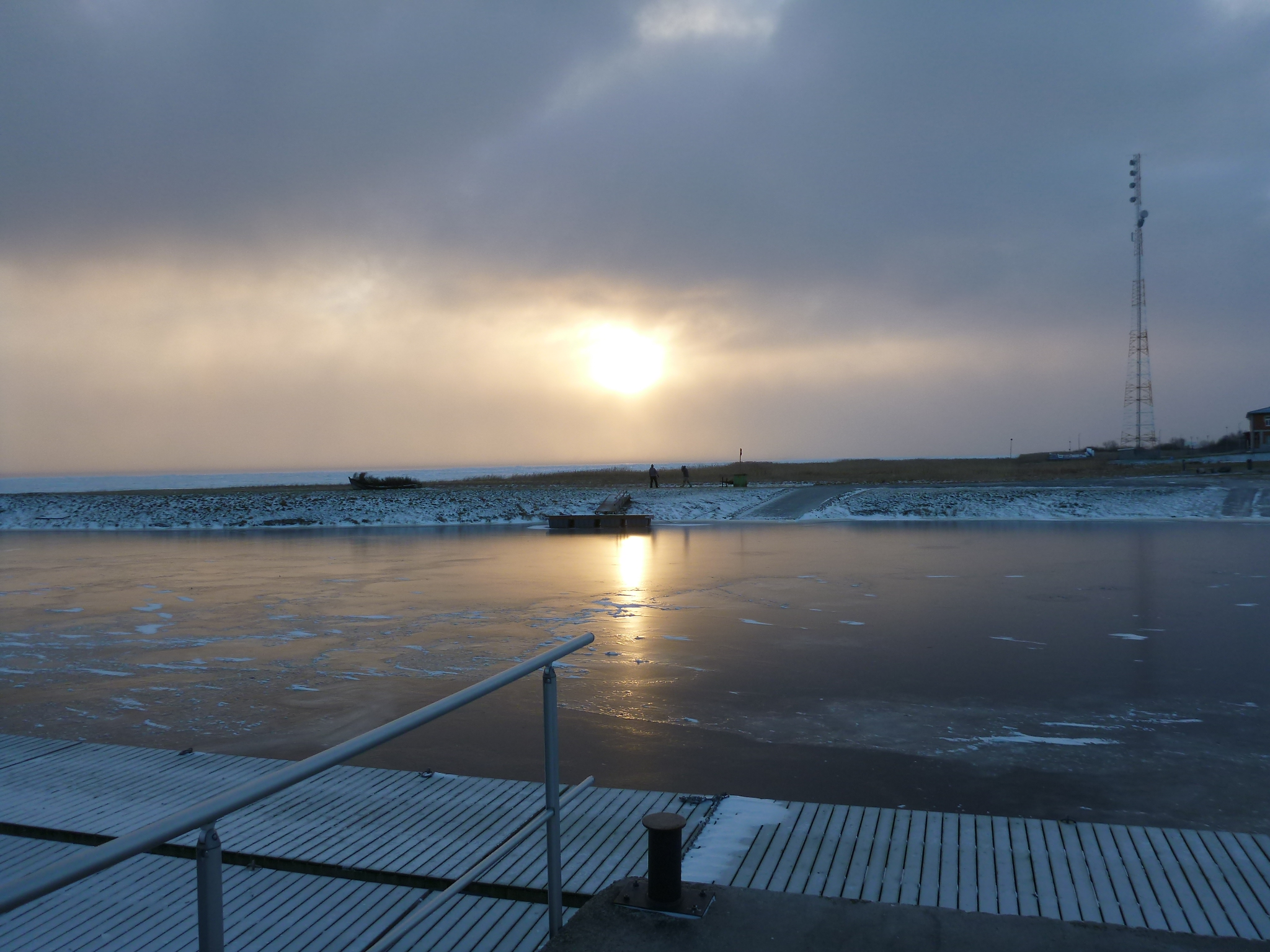
De haven
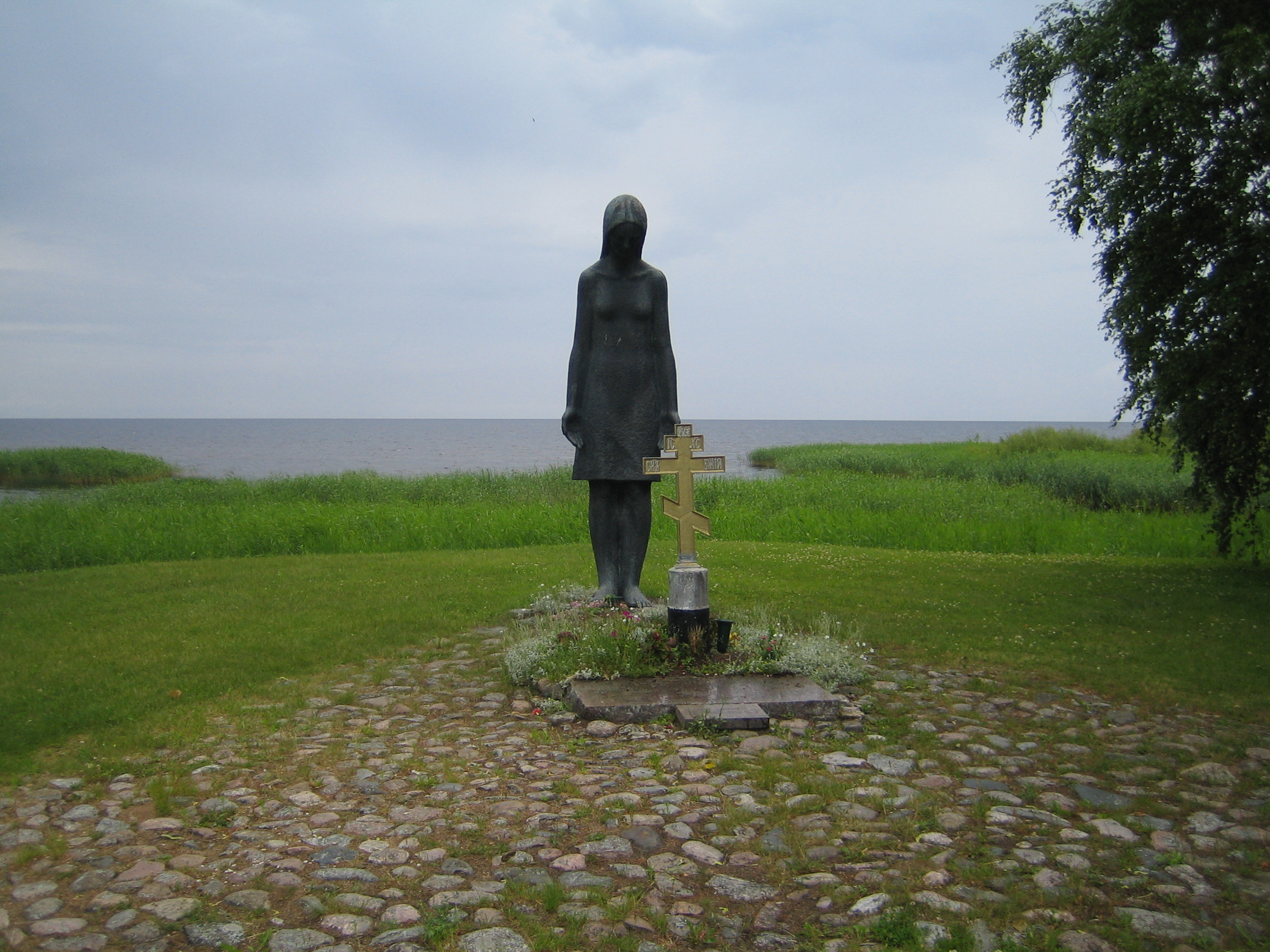
Monument voor de slachtoffers van de Tweede Wereldoorlog
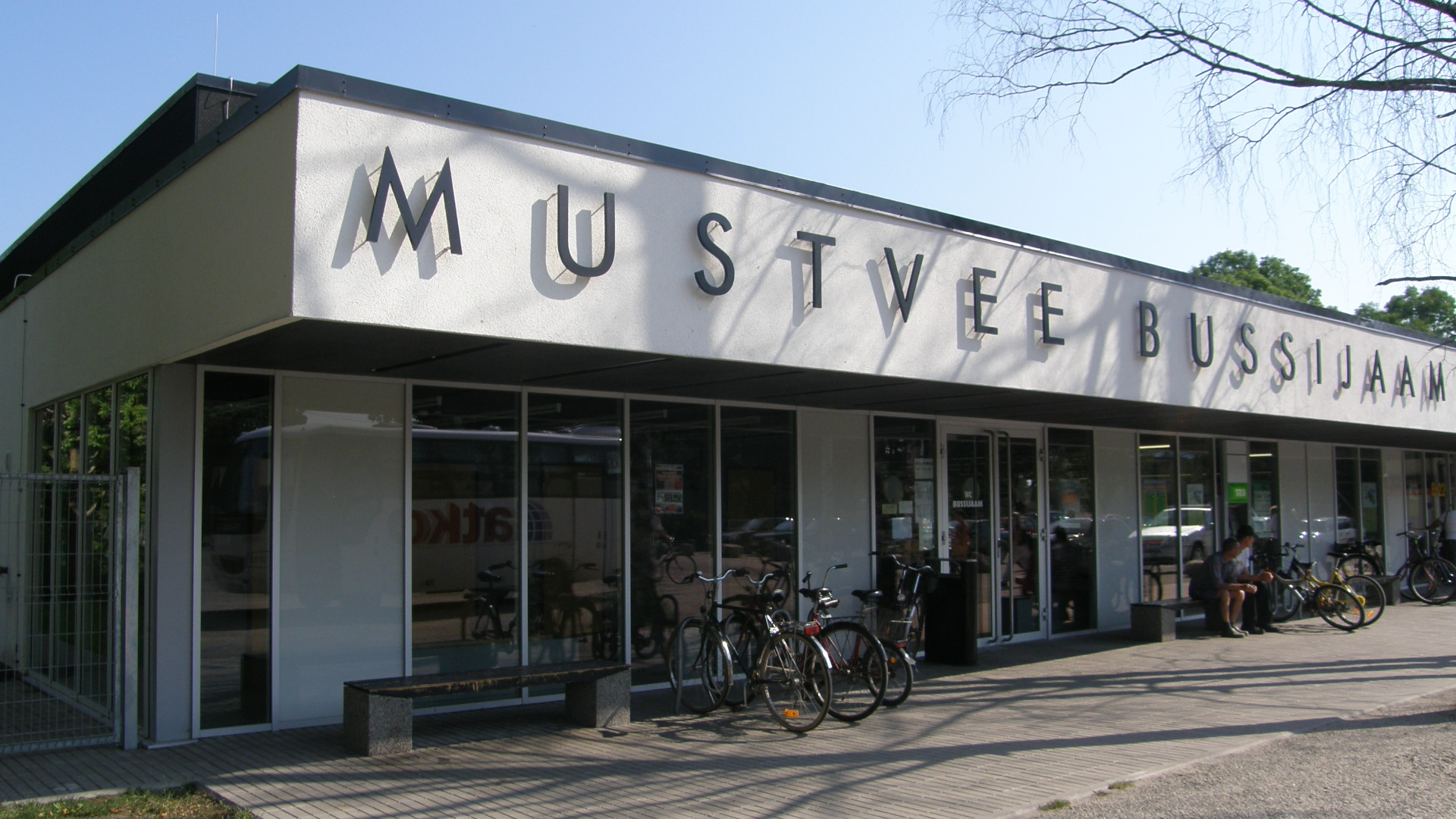
Busstation van Mustvee